# Coelostoma orbiculare
Coelostoma orbiculare är en skalbaggsart som först beskrevs av Fabricius 1775.  Coelostoma orbiculare ingår i släktet Coelostoma, och familjen palpbaggar. Arten är reproducerande i Sverige.